# Nicteri de Wood
El nicteri de Wood (Nycteris woodi) és una espècie de ratpenat de la família dels nictèrids que es troba a Malawi, Moçambic, Sud-àfrica, Tanzània, Zàmbia i Zimbàbue.

## Subespècies
- N. w. woodi
- N. w. sabiensis[3]